# Virginie Griess-Traut
Virginie Griess-Traut, née le 18 octobre 1814 à Colmar et morte le 9 décembre 1898 à Colombes est une militante féministe et pacifiste française, oratrice et actionnaire de plusieurs entreprises fouriériste.

## Biographie
Virgine Griess-Traut naît dans une famille protestante aisée.
Le 7 avril 1849, elle épouse Jean Griess, un représentant de commerce qui partage son intérêt pour l'organisation sociale phalanstérienne (inspirée des principes fouriéristes d'autosuffisance et de coopération.). Tous deux prennent le nom de Griess-Traut et quittent la France pour l'Algérie, où ils restent vingt-cinq ans. À Alger, ils forment une communauté avec d'autres fouriéristes et financent de nombreuses initiatives grâce à sa fortune personnelle créant une école, une boulangerie, une épicerie et un jardin d'enfants selon la méthode de Friedrich Fröbel .
Au début de la guerre franco-prussienne de 1870, Virgine Griess-Traut demande à la presse de dénoncer cette guerre marquant ainsi le début de son activisme pacifiste. Le couple rentre en Europe vers 1874 pour habiter en Suisse.
En 1877, elle écrit le Manifeste des Femmes contre la guerre qui est signé notamment par Marie Goegg-Pouchoulin, Christine Lazzati, Louise de Virte et Mathilde Hunziker. En 1885, elle propose un comité d'arbitrage sur l'indépendance de l’Afghanistan.
En 1889, lors du Congrès international des femmes à Paris pour lequel elle est vice-présidente, elle s'exprime en faveur de la mixité dans les écoles.
Virgine Griess-Traut se bat également pour la cause féministe en étant vice-présidente de la Société pour l’amélioration du sort de la femme et la revendication de ses droits avec les présidentes successives Maria Deraismes et Anna Féresse-Deraismes. Elle est aussi membre de la Ligue française pour le droit des femmes et de la Fédération française des sociétés féministes.
Elle meurt le 9 décembre 1898. Son oraison funèbre est prononcée par Anna Féresse-Deraismes.